# Halictus bulbiceps
Halictus bulbiceps är en biart som beskrevs av Blüthgen 1929. Halictus bulbiceps ingår i släktet bandbin, och familjen vägbin. Inga underarter finns listade i Catalogue of Life.